# Wavell Wakefield
William Wavell Wakefield (Beckenham, 10 de marzo de 1898 – Kendal, 12 de agosto de 1983) fue un militar, ingeniero mecánico, rugbista, dirigente y político británico que se desempeñó en el rugby como ala. Fue internacional con la Rosa de 1920 a 1927 y su capitán. Fue el 1er barón de Wakefield de Kendal, en Cumbria, Inglaterra.
Debido a su lectura de juego, velocidad y agresión; con la que desarrolló el actual estilo de juego de los alas, es considerado uno de los mejores de la historia. Desde 2014 es miembro del World Rugby Salón de la Fama.